# Hylaea pinicolaria
Hylaea pinicolaria là một loài bướm đêm trong họ Geometridae.